# Lycorine
Lycorine is een giftig kristallijn alkaloïde dat in verscheidene planten uit de narcisfamilie voorkomt, zoals Amaryllis, Clivia, de haaklelie, Hippeastrum en de narcis. Het is uiterst giftig, zo niet dodelijk, als het in bepaalde hoeveelheden ingenomen wordt. Symptomen van lycorinevergiftiging zijn: braken, diarree en spasmen. Desalniettemin wordt het soms medicinaal gebruikt. Dat is de reden dat sommige mensen de populaire Clivia verzamelen.
Lycorine belet eiwitsynthese, en de biosynthese van ascorbinezuur, alhoewel studies van dat laatste controversieel zijn en geen duidelijke conclusies bieden.
Lycorine heeft anti-inflammatoire en antitumorale eigenschappen en vertoont werkzaamheid tegen malaria en bepaalde virussen, zoals polio en het SARS-virus.